# ويليام باتلر
ويليام باتلر (بالإنجليزية: William J. Butler)‏ (و. 1860 – 1927 م) هو ممثل، وكاتب سيناريو، من المملكة المتحدة لبريطانيا العظمى وإيرلندا، ولد في جزيرة أيرلندا، توفي في مدينة نيويورك، عن عمر يناهز 67 عاماً.

## وصلات خارجية
- ويليام باتلر على موقع IMDb (الإنجليزية)
- ويليام باتلر على موقع قاعدة بيانات برودواي على الإنترنت (الإنجليزية)
- ويليام باتلر على موقع قاعدة بيانات الفيلم (الإنجليزية)